# Mont-Saint-Sulpice
Mont-Saint-Sulpice ist eine französische Gemeinde mit 783 Einwohnern (Stand: 1. Januar 2022) im Département Yonne in der Region Bourgogne-Franche-Comté; sie gehört zum Arrondissement Auxerre und zum Kanton Saint-Florentin (bis 2015: Kanton Seignelay). Die Einwohner werden Montois genannt.

## Geographie
Mont-Saint-Sulpice liegt etwa 17 Kilometer nordnordöstlich von Auxerre. Der Fluss Armançon begrenzt die Gemeinde im Norden. Umgeben wird Mont-Saint-Sulpice von den Nachbargemeinden Brienon-sur-Armançon im Norden, Saint-Florentin im Nordosten, Vergigny im Osten, Héry im Süden und Südosten, Hauterive im Süden und Südwesten sowie Ormoy im Westen.

## Bevölkerungsentwicklung
| Jahr                      | 1962 | 1968 | 1975 | 1982 | 1990 | 1999 | 2006 | 2012 | 2020 |
| Einwohner                 | 601  | 564  | 598  | 709  | 768  | 807  | 781  | 816  | 787  |
| Quelle: Cassini und INSEE |      |      |      |      |      |      |      |      |      |

## Sehenswürdigkeiten
- Kirche, teilweise aus dem 10. Jahrhundert, weitgehend 16. Jahrhundert, Umbauten im 19. Jahrhundert
- Mehrere archäologische Fundstätten, durch die Gemeinde zieht die alte Römerstraße Via Agrippa

## Gemeindepartnerschaften
Mit der schweizerischen Gemeinde Baulmes im Kanton Waadt besteht eine Partnerschaft.

## Persönlichkeiten
- Prosper Lafaye (1806–1883), Glasmaler
- Pierre-Benjamin Lafaye (1809–1867), Philosoph